# Castell de Castèunòu dau Papa
El castell de Castèunòu dau Papa és un castell situat a la ciutat del mateix nom al sud-est de França. La seva presència ha dominat el paisatge de l'entorn del poble i les seves vinyes durant més de 800 anys.

## Història
Va ser probablement originàriament un castrum romà destruït durant les grans invasions. Una carta del 913 feia referència al castellum de Leri. Al document, Lluís el Cec cedia el lloc al bisbe d'Avinyó. El castrum va ser substituït per una nova construcció pel comte de Tolosa, el senyor del Comtat de Provença. La primera menció d'un Castro Novo (nou poble fortificat), que va donar lloc al nom de Châteauneuf, no va aparèixer fins al 1048. El 1077 fou cedit a Pierre d'Albaron, que hi va construir una torre de vigilància i una torre de peatge per als aliats de la casa d'Albaron. El 1146 només quedava una torre i el 1283 ja s'anomenava la torre vella.
Al segle XII va ser ampliat esdevenint el Castell de l'Hers i al segle XIII es va reformar. S'havia pensat que al segle XII hi havia els templers, però historiadors del segle XX ho rebutgen.

### Època pontifícia
Quan Joan XXII va ser elegit papa el 1316, va encarregar la restauració amb 3.000 florins. El 1317 va decidir construir un nou castell, que es va acabar el 1333. Tenia funció defensiva, les muralles que l'encerclaven es van fer el 1318.
Els successors de Joan XXII no anaven gaire al castell, excepte quan la pesta amenaçava Avinyó, com el 1383, i la cort papal s'hi desplaçava. El papa que més hi va viure va ser Climent VII, antipapa de 1385 a 1387. El seu successor, l'antipapa Benet XIII, també s'hi va instal·lar un temps durant el 1396.

### Retorn dels papes a Roma
Quan els papes van marxar d'Avinyó, el castell es va deixar de mantenir, i es va anar abandonant. Va ser amb les guerres de religió que va tornar a ser protagonista. El 1562, Jean-Perrin Parpaille, la família del qual provenia de Châteauneuf, va intentar prendre el castell, però va ser rebutjat per les tropes del cardenal Alessandro Farnese.
Els hugonots, dirigits per Charles Dupuy de Montbrun, lloctinent del baró dels Adrets, van prendre el poble i el castell, abandonat després de la matança de Mornas, el juliol de 1562. S'hi van quedar fins al febrer de 1563 i van saquejar tota la regió.  L'edifici va ser abandonat pels calvinistes després de la batalla de Valréas. El baró d'Adrets va recuperar la fortalesa i va incendiar part del castell el març de 1563. Les seves tropes van saquejar el magatzem de sal i van cremar l'església. Només van deixar la torre i una franja de muralla. Quan va tornar la pau el 1578, el que quedava del castell va ser restaurat.
L'any 1728, François-Maurice Gontier, el nou arquebisbe d'Avinyó, va llogar l'edifici per 400 lliures l'any a un noble irlandès anomenat John, baró de Powers, que també va llogar l'enclavament papal. En arribar el moment de la verema, el baró va decidir enviar els seus vins pel port de Roquemaure. Va ser rebutjat amb l'explicació que els vins de Châteauneuf eren molt inferiors als de Roquemaure pel seu gust.

### Revolució francesa
Després de la Revolució Francesa, Avinyó i el Comtat Venaissin es van incorporar a la república el 1793, i els viticultors van poder vendre la seva producció per un terç més del màxim departamental perquè el vi Châteauneuf era reconegut com a alta qualitat en totes les estacions. El 1798, el castell i el seu domini van ser subhastats a JB Establet. Un any més tard, el nou propietari el va revendre a parts iguals als seus patrocinadors, tots ells van començar a enderrocar les parets del castell, ja fos per vendre-les o per utilitzar-les ells mateixos les pedres.
L'any 1858 la planta baixa de la torre es va llogar com a magatzem a condició que els arrendataris permetessin entrar als visitants que ho desitgessin. El 1892, la ruïna va ser cedida a l'estat i immediatament classificada com a monument històric.

### Segona Guerra Mundial
Durant la Segona Guerra Mundial els alemanys s'hi van instal·lar. La torre es va transformar; va servir com a dipòsit d'armes i un lloc d'observació antiaèria de 115 m. L'operació Dragoon va desencadenar una retirada de les forces d'ocupació. La guarnició del castell, que havia emmagatzemat explosius i municions, els va fer volar abans de marxar el 20 d'agost de 1944, destruint tota la part nord del castell. Només es va mantenir intacte el celler i el costat sud de la torre.

### Època moderna
L'any 1960 el municipi va decidir instal·lar una sala d'acollida al celler pontifici. Aquesta gran sala del castell ha mantingut les seves proporcions originals. Dos cops l'any, serveix com a lloc de celebració d'una cerimònia de benvinguda a nous membres de l'Échansonnerie des Papes, una mena de confraria. En aquestes vetllades, els assistents reben simbòlicament una clau del celler del papa.
A més de les vetllades, hi ha festes vinculades al castell, com La Tauléjade , que presenta les noves anyades als professionals del vi, la Fête de la Saint-Marc, quan es permeten tastar les tres anyades anteriors, tant negres com blanques, i la Fête de la véraison, una gran festa històrica dels vins de Châteauneuf.